# Calycanthus
Genre
Classification APG III (2009)

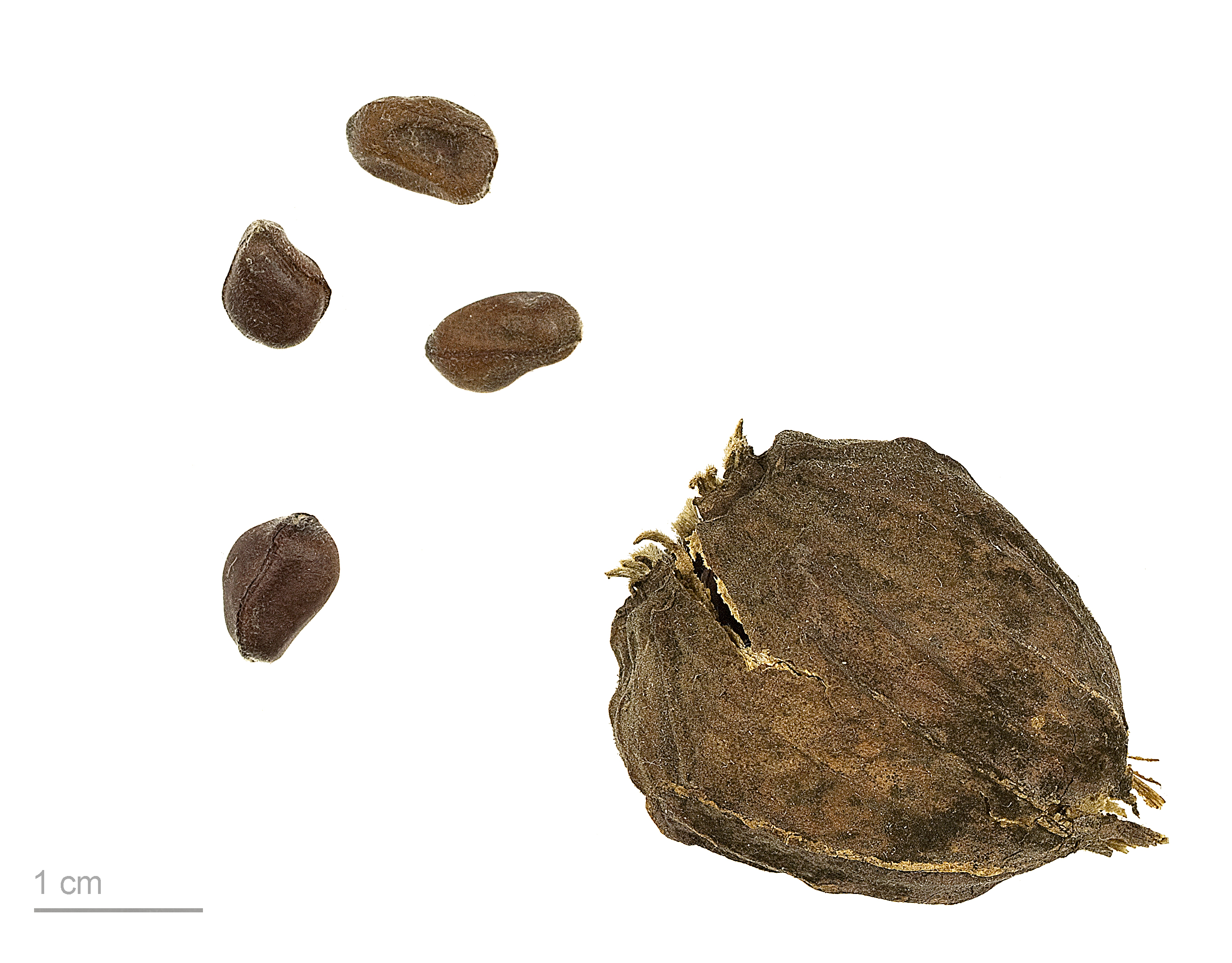
Calycanthus floridus au Muséum de Toulouse.

Calycanthus est un genre de plantes à fleurs de la famille des calycanthacées.

## Liste d'espèces
Selon ITIS (4 Aug 2010) :
- Calycanthus brockiana Ferry & Ferry
- Calycanthus floridus L.  - arbre aux anémones ou encore arbre Pompadour
- Calycanthus occidentalis Hook. & Arn.
- Calycanthus succulenta Jacq.

Autres
- Calycanthus chinensis W. C. Cheng & S. Y. Chang - Bonbon chinois
- Calycanthus praecox L.